# Henri Gougaud
Henri Gougaud   (Vilamostausson, 7 de juliol de 1936 - 14è districte de París, 6 de maig de 2024) va ser un escriptor i cantant francès que canta també en occità. Va dirigir les col·leccions La Mémoire des sources i Contes des sages a les Éditions du Seuil.

## Obra

### Narrativa
- 1977: Départements et Territoires d'Outre-Mort, nouvelle (Premi Goncourt de novel·la curta)
- 1978: Le Grand Partir (Premi d'Humor negre)
- 1980: Le Trouveur de feu (Premi Jouvenel 1981 de l'Acadèmia Francesa)
- 1982: Bélibaste
- 1984: L'Inquisiteur
- 1986: Le Fils de l'ogre
- 1989: L'Homme à la vie inexplicable (Premi Relay)
- 1998: Paramour
- 2000: Le Rire de l'ange
- 2005: Le Voyage d'Anna (Premi Jackie Bouquin)
- 2008: Le rire de la grenouille : Petit traité de philosophie artisanale
- 2008: L'homme qui voulait voir Mahona
- 2011: L'enfant de la neige
- 2014: Le Roman de Louise (il·lustracions Pedrô) (Gran premi de l'heroïna Madame Figaro)

### Traduccions
- 1989: La Chanson de la croisade albigeoise (versió francesa de la Cançó de la Croada)

### Discografia
- 1964: Mes cinq sens (10")
- 1965: Espagne (10")
- 1965: 12 chansons françaises
- 1968: La fête
- 1972: Chante les troubadours - Chants d'amour et de colère occitans
- 1973: Chansons pour la ville, chansons pour la vie
- 1974: Lo pastre de paraulas - Le berger des mots (en occità llevat d'un tema en francès)
- 1976: La dérive